# Дометиан (Топузлиев)
Митрополи́т Дометиа́н (в миру Димитр Попвасилев Топузлиев, болг. Димитър Попвасилев Топузлиев; 11 ноября 1932, село Хасовица, Смолянская область — 18 сентября 2017, Болгария) — епископ Болгарской Православной Церкви, митрополит Видинский (1987—2017).

## Биография
Родился 11 ноября 1932 года в селе селе Хасовица, Смолянской области.
В 1947 году поступил в Пловдивскую духовную семинарию, а в 1952 году — в Софийскую духовную академию.
14 января 1959 года принял монашеский постриг, а 22 марта 1959 года рукоположён в иеродиакона.
В сентябре 1959 года поступил в аспирантуру Московской духовной академии. 18 июля 1962 года на совместном богослужении патриарха Московского и всея Руси Алексия I и патриарха Болгарского Кирилла был рукоположён в иеромонаха. После успешного завершения Московской духовной академии вернулся в Болгарию и 10 января 1963 года был назначен протосинкеллом Великотырновской епархии.
4 декабря 1963 года возведен в сан архимандрита.
10 марта 1967 года был направлен в экуменический центр Тезе, а с сентября 1967 года продолжил стажировку в Экуменическом институте при ВСЦ в Боссэ. В 1968 году был слушателем на Богословском факультете в Лозанне. С августа 1968 по август 1969 года изучал английский язык в Оксфордском университете.
30 октября 1970 года назначен протосинкеллом Софийской епархии, а с 1 ноября 1970 года состоял на должности главного секретаря Священного Синода Болгарской православной церкви.
15 декабря 1974 года был хиротонисан во епископа Знепольского.
С 1 марта 1979 года — управляющий Акронской епархией в Америке.
1 апреля 1983 года назначен первым викарием Софийской епархии.
26 июля 1987 года был избран митрополитом Видинским. С 1992 года председатель Отдела экуменического сотрудничества Болгарской православной церкви и член центрального комитета Конференции европейский церквей (КЕЦ).
25 июля 2008 года был награждён украинским орденом «За заслуги» III степени.
9 декабря 2008 года представлял Болгарскую православную церковь на отпевании почившего Патриарха Московского и всея Руси Алексия II.
17 января 2012 года государственной комиссией по раскрытию принадлежности граждан к работе на органы Госбезопасности и армейскую разведку Болгарии в коммунистический период (деятельность комиссии получила одобрение от Синода Болгарской православной церкви), были обнародованы данные, что митрополит Дометиан 28 июля 1972 года был завербован сотрудником спецслужб Василом Ивановым Вутовым и с 15 августа 1972 года проходил как агент Добрев, сотрудничавший с ДС, управление VI-III-III, управление VI-III-I.
Скончался 18 сентября 2017 года в 13:10 по местному времени